# Perittia spatulata
Perittia spatulata – gatunek motyli z rodziny Elachistidae.
Gatunek ten opisali w 2009 roku Virginijus Sruoga i Jurate De Prins.
Motyl ten ma głaszczki wargowe żółtawobiałe z wierzchu i ciemnoszarobrązowe od spodu, biczyki czułków szarawobrązowe (u samicy z białawymi obrączkami), a ich trzonki pokryte żółtawobiałymi łuskami o brązowawoczarnych końcówkach. Łuski na ciemieniu i szyi są jasnoochrowe, niektóre brązowawoczarno zakończone. Łuski porastające tułów i tegule są brązowawoszare, częściowo ciemniej zakończone. Przednie skrzydła mają rozpiętość od 3,9 do 5,4 mm, pokryte są łuskami żółtawobrązowymi, z których część ma ciemniejsze wierzchołki oraz mają czarniawobrązowy wzór złożony z dwóch nieregularnych łat i dwóch kropek na każdym. Łuski na strzępinie skrzydeł przednich są brązowawoszare, część z brązowawoczarnymi końcówkami. Skrzydła tylne są wraz ze strzępinami są brązowawoszare. Narządy rozrodcze samca cechują: obecność kilku drobnych ząbków na szczycie kukulusa i brak zwężającego się wyrostka na jego powierzchni wewnętrznej, sakulus zetknięty pod kątem rozwartym z kukulusem, fallus o ⅓ dłuższy od płytki brzusznej juksty i wyposażony w szeroki, spiczasty wyrostek na wierzchołku oraz dwa rzędy dużych cierni w wezyce. U samic brak kolców i znamienia w torebce kopulacyjnej.
Owad afrotropikalny, znany tylko z Arabuko Sokoke Forest Reserve w Kenii.